# Mate (priimek)
Mate je priimek v Sloveniji in tujini. Po podatkih Statističnega urada Republike Slovenije je na dan 1. januarja 2010 v Slovenjiji uporabljalo ta priimek 167 oseb. 

## Znani slovenski nosilci priimka
- Andrej Mate, direktor družbe Inles
- Dragutin Mate (*1963), polkovnik SV in politik
- Miha Mate (1942—2006), književnik, prevajalec in urednik
- Timotej Mate (*1996), nogometaš

## Znani tuji nosilci priimka
- Gabor Maté (*1944), madžarsko-judovsko-kanadski zdravnik, raziskovalec psihičnih travm, zlasti otrok
- Rudolph Maté (r. kot Rudolf Mayer 1898–1964), filmski umetnik poljsko-madžarskega porekla
- Rudolf Maté (*1933), nemški arhitekt
- Tibor Máté (1914—2007), madžarski rokometaš